# 鲬麦氏双吸虫
鲬麦氏双吸虫（学名：MacCallozoum platycephali）为囊双科麦氏带双吸虫属的动物。在中国大陆，分布于东海等海域，营寄生生活，寄生部位为肝脏表面。该物种的模式产地在浙江舟山群岛葫芦岛。